# 해변의 폴린
《해변의 폴린느》(프랑스어: Pauline à la plage, 영어: Pauline at the Beach)는 1983년 개봉한 프랑스의 코미디 드라마 영화이다. 에릭 로메르가 감독과 각본을 맡았다. 에릭 로메르의 "희극과 속담" 시리즈 세 번째 작품이다. 1983 베를린 영화제 은곰상 수상작이다.

## 출연

### 주연
- 아만다 랑글렛
- 아리엘 돔바슬
- 파스칼 그레고리
- 페오도르 아킨
- 시몬 드 라 브로스
- 로세테